# Szymon Gaszczyński
Szymon Gaszczyński (ur. 1979) – polski scenograf teatralny.
Absolwent Katedry Scenografii Akademii Sztuk Pięknych w Warszawie. Realizował scenografie do spektakli m.in. w Teatrze Dramatycznym m.st. Warszawy, Teatrze Powszechnym w Warszawie, Teatrze Jeleniogórskim im. Cypriana Kamila Norwida, Teatrze Konsekwentnym w Warszawie, Teatrze Nowym w Łodzi, Teatrze Lalka, Teatrze Guliwer i Teatrze Nowym w Poznaniu.

## Nagrody i wyróżnienia
- 2003: wyróżnienie za scenografię do spektaklu Żegnaj Judaszu na IX Ogólnopolskim Konkursie na Wystawienie Polskiej Sztuki Współczesnej w Warszawie
- 2007: wyróżnienie za scenografię do spektaklu Ostatni tatuś na XIV Międzynarodowych Toruńskich Spotkaniach Teatrów Lalek
- 2009: Nagroda im. Teresy Roszkowskiej „za oryginalne i twórcze myślenie o przestrzeni scenicznej, które jest myśleniem inscenizacyjnym w najlepszym tego słowa rozumieniu”[1]